# Zeppelin-Staaken E.4/20
Lo Zeppelin-Staaken E.4/20 era un quadrimotore di linea e da trasporto ad ala alta prodotto dall'azienda tedesca Zeppelin-Staaken negli anni venti.
L'unico esemplare prodotto, ultimo dell'azienda, non ebbe troppa fortuna commerciale venendo demolito nel 1922,quando le forze alleate lo giudicarono potenziale aereo militare.

## Descrizione tecnica
L'E.4/20 conservava l'imponente stazza dei precedenti bombardieri R-Klasse prodotti durante la prima guerra mondiale. Era caratterizzato da una fusoliera alta e stretta, dotata di cabina di pilotaggio con posti affiancata situata alla sua sommità, in posizione avanzata rispetto al bordo d'attacco alare, e separato con il sottostante scompartimento passeggeri dotato di finestrature laterali. La parte posteriore terminava in un impennaggio classico caratterizzato dalla lunga deriva triangolare e dei piani orizzontali montati a sbalzo. L'ala era posizionata alta, dotata di notevole spessore e controventata con lunghi montanti obliqui infulcrati nella parte inferiore della fusoliera e con una robusta struttura che la collegava con il carrello d'atterraggio. Quest'ultimo era fisso, dotato di grandi ruote binate ed integrato posteriormente da un robusto pattino d'appoggio. La motorizzazione, posta in gondole motore alari, era affidata a 4 motori Maybach Mb.IV a 6 cilindri in linea raffreddati ad acqua, capaci di 260 PS (191 kW) ciascuno e collegati ad eliche bipala a passo fisso.